# Aïwa
Aïwa  est un groupe d'électro-dub et hip-hop oriental français, originaire de Rennes.

## Biographie
Aïwa est un collectif formé en 1998 par Wamid Al Wahab et Naufalle Al Wahab, deux frères d’origine irakienne ayant grandi en France. Ils cherchent à concilier leur pratique musicale (basse pour le premier, derbouka et rap arabe pour le second) à leur intérêt pour les productions électroniques qu’ils ébauchent alors. Ils cherchent ainsi à mélanger la musique classique arabe entendue pendant leur enfance (Oum Kalthoum, Abdel Halim Hafez, Fairuz…) à la musique occidentale moderne. Le mot aïwa en lui-même signifie « oui » en arabe et désigne de manière générale l’affirmation ou quelque chose de positif. L’idée de groupe et de collectif prend forme grâce au concours de plusieurs musiciens rennais : Séverine (chant et composition) Gaël (saxophone et flûte) et actuellement DJ Sambal (platines), Damien (guitare) et Matt (batterie). 
Leur rencontre, en 2002, avec le label canadien Wikkid Records marque un tournant pour le groupe puisqu’elle leur permet de publier leur premier album en mai 2003 avec une distribution internationale : Canada, Royaume-Uni, Allemagne, Pologne, Espagne, Pays-Bas, Suisse, Autriche, Italie, Égypte, Émirats arabes unis, Liban, Qatar, Oman, Bahreïn, Arabie saoudite, Jordanie, Koweït, Algérie, et Indonésie[réf. nécessaire].
Le deuxième album du groupe, Elnar (« le feu » en arabe), décline un univers assez original et homogène. Le climat progressif de l’album relève d’une certaine maturité acquise par le groupe depuis le premier album tout en s’inscrivant dans sa continuité,. 
Certains morceaux comme Elnar, Dioud, Kitty, Entronic ou encore Ibn Sina font entrer en collision le hip-hop, la musique arabe et les musiques du monde au sens large. La tonalité d’ensemble de l’album est plus hip-hop même si des morceaux comme Eastern ou Prétexte viennent brouiller les pistes en faisant la part belle à la marque de fabrique du groupe l’Aïwa sound. 
La présence de Jamalski, Anissa Derkaoui (chanteuse marocaine) et de Says (X Makeena) en featuring vient compléter le flow et les mélodies de Séverine et Naufalle.

## Discographie
- 2003 : Aïwa (Wikkid Records)
- 2006 : Elnar (Wikkid Records)
- 2007 : Remixed Volume One (Wikkid Records)

En 2007 pour 9 Km 450, il réalise le titre Triangle,.